# MICHAEL (アルバム)
『MICHAEL』（マイケル）は、2010年、マイケル・ジャクソンの死後に発売されたアルバム。

## 概要
2010年3月、マイケル・ジャクソン・エステートとソニー・ミュージックは、7年間で、マイケルの未発表曲を中心としたアルバム10枚のリリースについて、2億ドルで契約を交わしたと発表した。本作は、その契約に基づいて発表された最初のアルバムである。
近年まで、マイケルが制作・レコーディングを行っていたヴォーカル・トラックが最終的な仕上げを経て完成した未発表新曲10曲が収録された。
ジャケットはカーディル・ネルソンによる油彩画で、マイケルが様々な姿で描かれている。マイケルの下唇には、生きているを意味する「Alive」がうっすらと記載されている。
日本時間2022年6月30日0:00をもって偽物疑惑が浮上していたカシオトラックの3曲が音楽ストリーミングサービスやYouTubeの公式チャンネルから取り下げられた。
| #         | タイトル                                                                                       | 作詞  | 作曲・編曲 | 時間 |
| --------- | ---------------------------------------------------------------------------------------------- | ----- | ---------- | ---- |
| 1.        | 「Hold My Hand」(duet. エイコン)                                                               |       |            | 3:32 |
| 2.        | 「Hollywood Tonight」                                                                          |       |            | 4:30 |
| 3.        | 「Keep Your Head Up」                                                                          |       |            | 4:49 |
| 4.        | 「(I Like) The Way You Love Me」(デモはThe Ultimate Collectionに収録されるThe Way You Love Me) |       |            | 4:33 |
| 5.        | 「Monster」                                                                                    |       |            | 3:02 |
| 6.        | 「Best Of Joy」                                                                                |       |            | 3:02 |
| 7.        | 「Breaking News」                                                                              |       |            | 4:14 |
| 8.        | 「(I Can't Make It) Another Day」                                                              |       |            | 3:54 |
| 9.        | 「Behind The Mask」(YMOの楽曲のカバー)                                                         |       |            | 5:01 |
| 10.       | 「Much Too Soon」                                                                              |       |            | 2:48 |
| 合計時間: | 合計時間:                                                                                      | 42:13 |            |      |

## カシオトラック
マイケルのカシオ宅地下スタジオでレコーディングされた「Keep Your Head Up」「Breaking News」「Monster」に関して、本当にマイケルが歌っているのかと議論が巻き起こった。
- マイケルの姉ラトーヤ・ジャクソンは「弟の声じゃない気がする」と発言[2]。
- マイケルの甥である3Tのタリルは「新アルバム全てを支持しないわけではないけれど、Breaking Newsは支持できない。だっておじさんのじゃない。」と発言、同じく3Tのタジも「これはマイケルおじさんの声じゃない。彼の偉業に泥を塗るような真似をして」と発言。
- マイケルの遺児パリス・ジャクソンはチャットで親しい友人に「全てジャイソン・マラカイが歌っている詐欺行為だ。」と発言、チャットの会話はリークされた。
- Breaking Newsティザー動画のコメント欄でも様々な議論がなされた。
- プロデューサーテディ・ライリーのTwitterでも議論がなされた。

一連の騒動を受けて、ソニーとエステートは以下のように説明した。

マイケルがニュージャージーのカシオ邸で録音した3曲のうち1曲 の「Breaking News」が公開されたところ、多くの人がとんでもない陰謀論を唱えだした。我々はマイケルの功績を受け継ぐ重要性、彼のファンへの思いを十分承知しています。我々は発表以前に、膨大な調査の上で楽曲の信憑性を確認している。顧問弁護士ハワード・ワイツマンはマイケルのファンたちに以下の文章を閲覧して貰っている。

『Bad』25周年記念盤、マイケルの遺作第2弾『エスケイプ』でもボーカルには一切の細工をせずにリリースすることになるなど、影響を及ぼした。